# Hallenhockey-Europameisterschaft der Damen 1975
Die Hallenhockey-Europameisterschaft der Damen 1975 war die erste Auflage der Hallenhockey-Europameisterschaft der Damen. Sie fand vom 25. Januar bis 26. Januar in Arras in Frankreich statt. Die deutsche Hockeynationalmannschaft der Damen dominierte das im Ligasystem ausgetragene Turnier deutlich und wurde ungeschlagen erster Europameister.

## Endstand
| Rang | Land        | Tore  | Punkte |
| ---- | ----------- | ----- | ------ |
| 1    | Deutschland | 63:08 | 12–0   |
| 2    | Niederlande |       | 10–2   |
| 3    | Belgien     |       | 07–5   |
| 4    | Schweiz     |       | 05–7   |
| 5    | Frankreich  |       | 05–7   |
| 6    | Österreich  |       | 03–9   |
| 7    | Spanien     |       | 00–12  |